# Nina Bogićević
Nina Bogićević (née le 10 janvier 1989 à Belgrade, Yougoslavie) est une joueuse de basket-ball serbe évoluant au poste d’arrière.

## Biographie
Après une préparation réussie avec Toulouse, elle se blesse au genou, et est donc forfait pour sa première saison en France. « Ça nous tombe sur la tête. Il va falloir faire avec. Nina a glissé sur le parquet de Basket Landes et elle a été victime d'une rupture des croisés du genou gauche (...) Je perds ma meilleure marqueuse extérieure sur les matchs amicaux. » explique son entraîneur Valérie Garnier. De retour de blessure, elle reste à Toulouse en Ligue 2 pour se relancer.
Sans club à l'automne 2012, elle signe en fin d'année pour remplacer Anđa Jelavić à Samsun Basketbol. Après une saison 2013-2014 à CB Conquero pour 10,6 points et 3,1 rebonds par rencontre, elle est annoncée la saison suivante à Cadi la Seu, mais signe pour le club slovaque de Spisska Nova Ves..

## Clubs
- 2008-2009 :  Étoile Rouge de Belgrade
- 2009-2010 :  Girona
- 2010-2012 :  Toulouse Métropole Basket
- 2012-2013 :  Samsun Basketbol
- 2013-2014 :  CB Conquero
- 2014-2015 :  Spišská Nová Ves